# Герасим'юк Василь Дмитрович
Васи́ль Дми́трович Герасим'ю́к (нар.18 серпня 1956) — український поет, кіносценарист, голова журі Міжнародного літературного конкурсу «Гранослов», лавреат Шевченківської премії (2003). Батько поетеси і громадської діячки Олени Герасим'юк.

## Біографія
Народився 18 серпня 1956 року в гуцульській родині, вивезеній у 1940-ві до Караганди на «вічне поселення».
Наприкінці 1950-х батьки нарешті змогли повернутися в рідне село Прокурава Косівського району Івано-Франківської області, де і минуло дитинство Василя. У селі закінчив неповну середню школу. Повну середню освіту із золотою медаллю здобув у Коломиї.
У 1978 році закінчив філологічний факультет Київського університету.
З 1978 до 1988 рік — редактор, завідувач редакції поезії видавництва «Молодь».
З 1988 до 1992 рік — старший редактор поезії видавництва «Дніпро».
З 1983 року — член Спілки письменників України.
З 1992 року — коментатор, заступник завідувача редакції літературних програм Національної радіокомпанії України.
З 1993 — голова журі Міжнародного конкурсу молодих літераторів «Гранослов». Цього ж року — отримав Премію «Благовіст» за збірку «Діти трепети».
Член літературної майстерні «Пси Святого Юра».
У 1995 році — лавреат Премії журналу «Сучасність».
З 1997 — член Асоціації українських письменників.
У 1998 році — лавреат Літературної премії імені Павла Тичини за книгу поезій «Осінні пси Карпат».
З 1999 року — ведучий літературних програм Національної радіокомпанії України.
У 2003 — лавреат Шевченківської премії.
З 2011 — ведучий програми «Діалог» на телеканалі «Культура».
Лавреат Літературної премії «Князь роси» імені Тараса Мельничука.
У 2012 році — лавреат Премії імені Леоніда Вишеславського «Планета поета».
- Літературно-мистецька премія імені Володимира Забаштанського (2021).[5]

Член Українського ПЕН.
Живе і працює в Києві.

## Родина
Донька — поетеса і громадська діячка Олена Герасим'юк. Дружина Галина — математик.

## Творчість
Перші спроби писати вірші відбулися ще в початкових класах.
Навчаючись у шостому класі, у Косові  зустрічався з редактором районної газети («Радянська Гуцульщина») Олександром Бартошом і презентував йому власні вірші. У 1972 році  у газеті видруковано перші поезії Герасим'юка.  Цього ж року його вірші надрукували у журналах «Дніпро» (№3) і «Ранок» (№6).
У 1982 році у Києві вийшла перша поетична збірка — «Смереки». Автор у ній описує Карпати і співжиття людини з природою,зокрема, магію гуцульських легенд, замовлянь і сам світ гуцулів.
У 1986 році у Києві вийшла друга збірка — «Потоки». У ній — гуцульські обряди, предки, опришки, карпатські нетрі, верховини і села.
Третя збірка — «Космацький узір» — з'явилася вже в роки «гласності» (Київ, 1989). У поезіях — спомини померлих, самокартання та роздуми про негаразди власні, своїх ровесників і своєї нації («Ми на камінь поклали мечі…», «Ми все залишили в могилах предків…», «Ми будемо довго криваві роки розгрібати…»).
До збірки «Діти трепети» (Київ, 1991) ввійшли вірші, писані переважно в період піднесення національно-демократичного руху, коли складалися передумови для здобуття Незалежності України. Основний мотив збірки визначає біблійний мотив гріховності.
У 1998 році вийшла збірка «Осінні пси Карпат. Із лірики вісімдесятих» (Київ). У 2000 — «Серпень за старим стилем» (Львів). У 2002 — збірка «Поет у повітрі. Вірші і поеми» (Львів). У 2003 — книга «Була така земля. Вибране» (Київ). У 2006 — «Папороть» (Київ). У 2007 — «Смертні в музиці» (Київ). У 2014 — «Кров і легіт. Вибрані вірші і поеми» (Чернівці). У 2016 — «Ґрегіт. Вибране» і «Anno Афини» (обидві — у Києві).

### Основні
- Василь Герасим'юк. Він «виріс під розпач трембіт» [Архівовано 20 серпня 2021 у Wayback Machine.]// Крет Н. Гуцульщина літературна. — Косів: Писаний Камінь, 2002. — С. 373-379.
- Василь Герасим'юк [Архівовано 20 серпня 2021 у Wayback Machine.]// Пращич В.В. Українська література. 11 клас. Рівень стандарту, академічний рівень. Плани-конспекти. — Харків: Ранок, 2011. — С. 331-332. — ISBN 978-617-540-332-7
- Голобородько Я. Поезія як інтелектуальний універсум. Літературний триптих: Образні концепти Василя Герасим'юка [Архівовано 20 серпня 2021 у Wayback Machine.]// Українська мова та література. — 2007. — № 2-4. — С. 45-48.
- Дзюба І.М. Герасим’юк Василь Дмитрович [Архівовано 20 серпня 2021 у Wayback Machine.]// Енциклопедія сучасної України. — Т. 5. — Київ, 2006. — С. 545–548.
- Заповідається слово буремне (В. Герасим’юк) // Павличко Д. Над глибинами: Літературно-критичні статті і виступи. — Київ: Радянський письменник, 1983. — С. 156-163.
- Кісельова Л. Поетика й ідеологія міфу Василя Герасим’юка. Монографія. [Архівовано 20 серпня 2021 у Wayback Machine.]— Київ: НаУКМА, 2016. — 106 с. — ISBN 978-966-2410-79-2
- Неборак В. Поет «останніх речей». Василь Герасим’юк і кінець міфології [Архівовано 16 листопада 2020 у Wayback Machine.]// ЛітАкцент. Світ сучасної літератури. — 2011. — 2 вересня.
- «Поет у повітрі»: парадигматика концептів і концепцій (Образна сенсорика Василя Герасим'юка) // Голобородько Я. Поетична меритократія: Василь Герасим’юк, Ігор Римарук, Тарас Федюк. — Київ: Факт, 2005. — С. 7-29. — ISBN 966-359-061-0
- Салига Т. Між традицією і модерном. Штрихи до літературного портрета Василя Герасим'юка [Архівовано 20 серпня 2021 у Wayback Machine.]// Дзвін. — 1996. — №9. — С. 123-130.

### Додаткові
- Таран Л. Клейноди гідності і пам'яті // Поезія. — 1990. — Вип. 2.
- Мельник Я. Пахнуть сіном київські дахи // Сила вогню і слова. — Київ, 1991.
- Бриних М. «Я проти того, щоб з Ісуса Христа робити українця…» // Україна. — 1995. — Ч. 14.
- Салига Т. Між традицією і модерном // Салига Т. Імператив. — Львів, 1997.
- Моренець В. Горянин // Час. — 1997. — 7 лютого.
- Білоцерківець Н. «Тільки й заняття маю, що шукати сліди» // ЛУ. — 1997. — 13 листопада.
- Долженкова І. Поет тектонічних зрушень // ДТ. — 2002. — 16 листопада.
- Скиба М. Українські палімпсести Василя Герасим'юка // ЛУ. — 2002. — 15 грудня.
- Штонь Г. Бранець сумління // Книжник-рев'ю. — 2003. — №3;
- Ковалів Ю. Поетичний космос Василя Герасим'юка // ЛУ. — 2003. — 6 лютого.
- Дзюба І. «… І є такий поет» // Герасим'юк В. Була така земля. Вибране. — Київ: Факт, 2003. — С. 7-20.
- Москалець К. Про містерію «Єзавель» // Герасим'юк В. Була така земля. Вибране. —- Київ: Факт, 2003. — С. 368-375.
- Копиця В. «Узвишшя радості» поетичного світу В. Герасим'юка // Слово і час. — 2004. — № 11. — С. 43-52.
- Деревій О. Аристократ української поезії // Кур'єр Кривбасу. — 2005. — №7.
- Москалець К. «Папороть»: Етика і поетика // Герасим'юк B. Папороть. Поезії. — Київ: Просвіта, 2006. — С. 294-300.
- Андрусяк І. Різьбяр: Василеві Герасим'юку — 50 // Літературна Україна. — 2006. — 24 серпня. — С. 6.
- Дністровий А. Археологія етнічної пам'яті // Дністровий А. Автономія Орфея: Варіації на тему поетичної творчості і навколо неї. — Харків: Акта, 2008. — С. 89-100.
- Горпініч В. Василь Герасим'юк. Матеріали до уроків: Урок 1. Життєвий і творчий шлях. Огляд поетичних збірок // Українська мова та література. Шкільний світ. — 2008. — № 13-16 (квітень). — С. 46-51.
- Горпініч В. Василь Герасим'юк. Матеріали до уроків: Урок 2. Поема «Поет у повітрі» — сповідь перед батьковою пам'яттю. Місія митця у збірках «Така була земля» і «Папороть» // Українська мова та література. Шкільний світ. — 2008. — № 13-16. — С. 52-56.
- Неборак В. Поет «останніх речей»: Василь Герасим’юк і кінець міфології // Герасим'юк В. Кров і легіт. Вибрані вірші і поеми. — Чернівці: Букрек, 2014. — С. 5-22. —  1 000 прим. — (Серія: Третє тисячоліття: українська поезія). — ISBN 978-966-399-571-7
- Лаюк М. Земля і повітря Василя Герасим’юка // Anno Афини. Вибрані вірші. — Київ: А-БА-БА-ГА-ЛА-МА-ГА, 2016. — С. 299-313.